# Порноактор

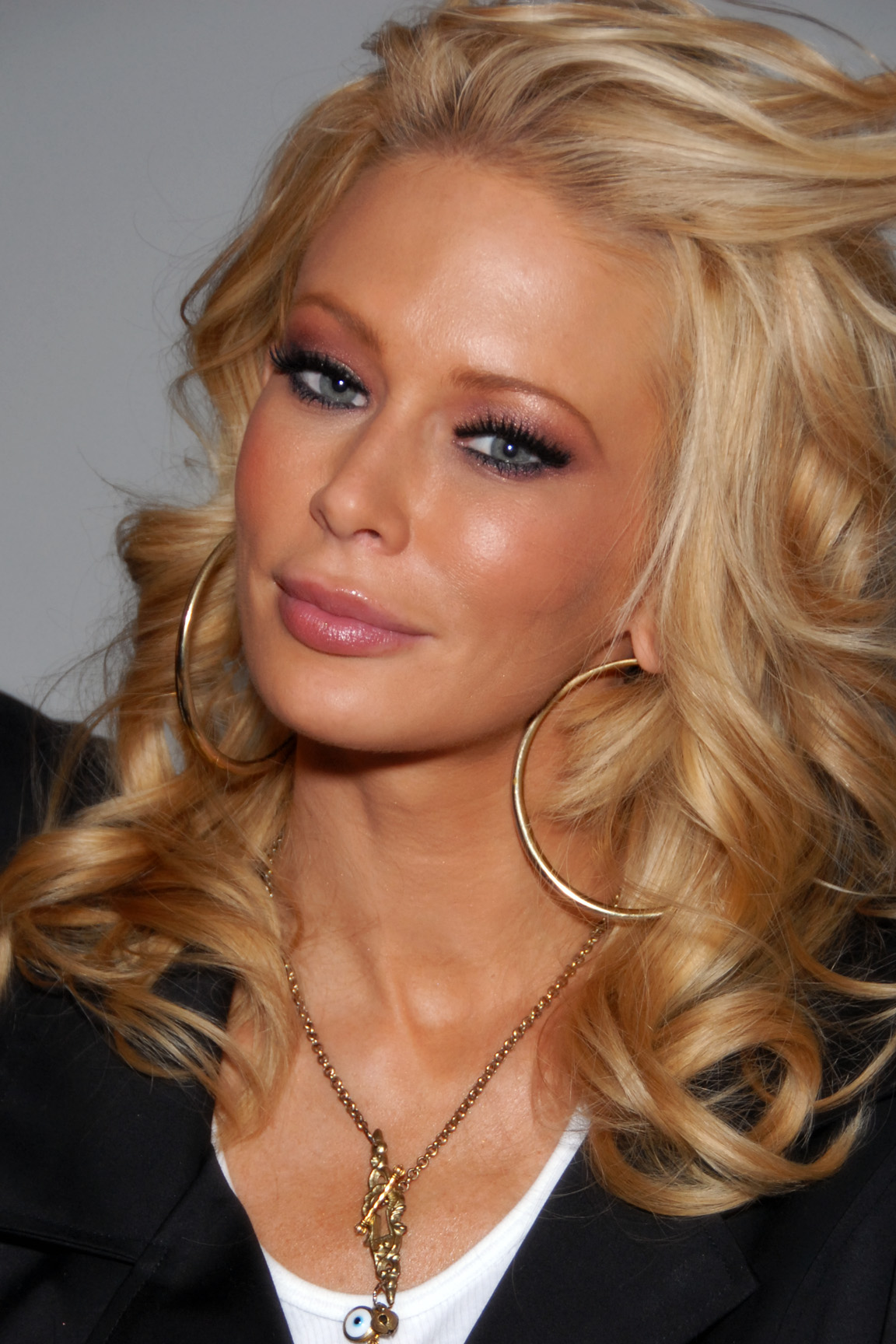
Дженна Джеймсон, одна з найвідоміших сучасних порноакторок

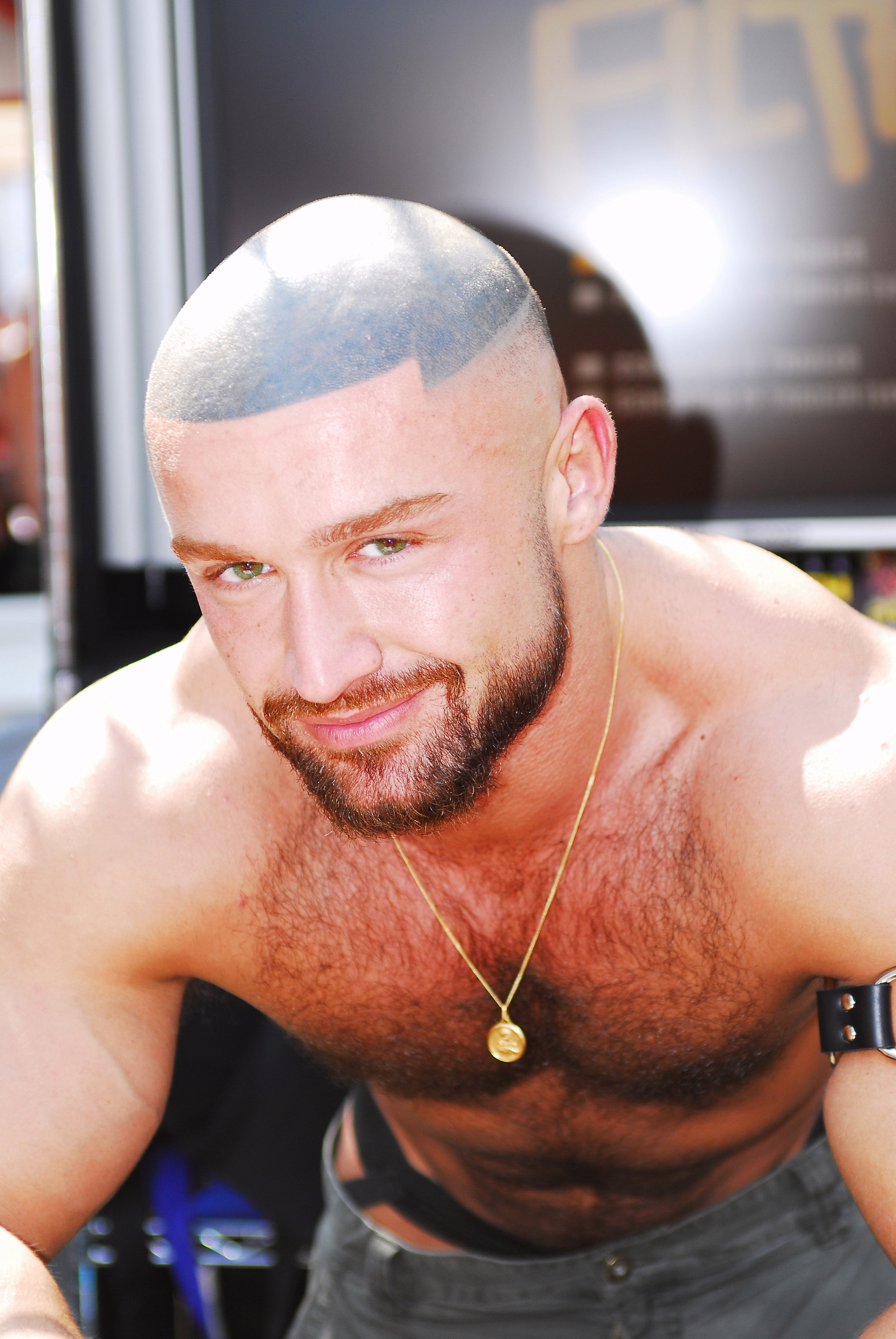
Франсуа Сага, один з найвідоміших гей-порноакторів сучасності

Порнографі́чний акто́р (порноакто́р) — учасник порнографічних фільмів або фотографій, живих сексуальних показів або піп-шоу.
Деякі юрисдикції розглядають комерційну порнографію як форму проституції, хоча більшість акторів еротичних і порнофільмів не вважає це проституцією з різних причин. Однією з них є те, що зазвичай виконавцям платять не їхні сексуальні партнери, а студії. Проте деякі порноакторки поєднують своє ремесло із заняттями проституцією і мають проблеми із законом.
Багато порноакторок починали в стриптизі (Вероніка Авлав, Брук Хевен, Ліза Енн, Джулі Найт, Зої Бріттон, Бриттані О'Коннелл, Аннетт Хевен) або як моделі (Анетта Кіз).
Деякі порноакторки мають табу в порнобізнесі. Одні знімаються лише в легкому порно: сцени мастурбації, лесбійства або тільки з добре знайомою людиною (Ракель Дерріан), але не роблять «жорстке порно»: сцени з елементами БДСМ, анального (Фей Рейган), орального сексу. Інші, навпаки, спеціалізуються тільки на жорсткому порно (Дені Деніелс, Еллен Сейнт, Кармелла Бінг, Мемфіс Монро, Лаура Енджел, Джейн Дарлінг, Нікіта Деніз, Моніка Матос).

## Опис
Порнофільми, як правило, належать до певного піджанру і прагнуть представити еротичну фантазію, і актори, обрані для конкретної ролі, в першу чергу підбираються за їх здатністю виконувати цю фантазію або відповідати їй. Порнографічні відеоролики характеризуються або як "софткор", що не містить зображень сексуального проникнення, або як "екстремальний фетишизм" і "хардкор", які можуть містити зображення проникнення або екстремального фетишизму, або і того, і іншого. Жанри та сексуальна насиченість відеороликів в основному визначаються попитом. Залежно від жанру фільму, вирішальне значення має зовнішність, вік та фізичні особливості дійових осіб, а також їхня здатність створювати сексуальний настрій відео. Більшість акторів спеціалізуються на певних жанрах, таких як бондаж, страпон, анальний секс, подвійне проникнення, ковтання сперми, дівчата-підлітки, міжрасове порно, MILF, гей-порно або лесбійський секс. Якщо жанр передбачає протилежного, більшості акторів треба зніматися оголеними.
У порнофільмах, орієнтованих на гетеросексуальних чоловіків, основний фокус уваги приділяється жінкам, яких в основному підбирають за зовнішністю чи фізичною привабливістю та за готовністю та здатністю виконувати потрібні сексуальні дії.
Порноіндустрія в США першою розвинула систему кінозірок, насамперед із комерційних причин. В інших країнах «зіркова» система не поширена, і більшість акторів є аматорами. Більшість виконавців використовують псевдоніми і прагнуть зберегти анонімність поза екраном. Ряд акторів та акторок написали автобіографії. Успішний перехід у мейнстрімну, непорнографічну індустрію для порноакторів і порноакторок — велика рідкість. Деякі з них також танцюють у стриптиз-клубах або займаються ескортом.
Особливі заслуги і досягнення порнографічних виконавців нагороджуються на церемоніях, найвідомішими з яких є AVN Awards, XRCO Award, XBIZ Award і Venus Award (перші три проводяться в США, остання в Німеччині). AVN Awards — кінопремія, що спонсорується і проводиться американським галузевим журналом про порноіндустрії AVN (Adult Video News). Цю нагороду часто називають "порнооскаром". AVN Awards включає понад 100 номінацій, деякі з яких аналогічні галузевим нагородам, що присуджуються в інших жанрах кіно і відео, а інші специфічні для порнографічних / еротичних фільмів і відео. XRCO Award щороку присуджується X-Rated Critics Organization. Venus Award вручається щороку в рамках фестивалю Venus Berlin.
Кількість порноакторів, що працюють у США, може бути позначена кількістю людей, перевірених організацією Adult Industry Medical Health Care Foundation (AIM). Коли у 2011 році стався витік бази даних пацієнтів, вона містила інформацію про більш ніж 12000 порноакторів, перевірених з 1998 року. 2011 року повідомлялося, що в каліфорнійській «порнодолині» працювало приблизно 1200-1500 виконавців.

## Історія
Історія порнофільмів розпочалася з появою фотографії. «Рушні картинки» з оголеною натурою були популярні в «залах гральних автоматів» початку 1900-х, тоді використовувалися плівки і окуляри з ротоскопом (стереоскоп в стилі Холмса), що перевертаються вручну. У цих дешевих атракціонах фігурували жінки топлес, повністю оголені і навіть статеві акти.
Виробництво еротичних фільмів почалося практично відразу після винаходу кінематографа. Першим таким фільмом став 7-хвилинний фільм 1896 «Марія відходить до сну», знятий французьким режисером Альбертом Кіршнером (під псевдонімом Léar), в якому Луїз Віллі виконувала стриптиз у ванній кімнаті. Інші французькі кінематографісти також почали знімати подібні фільми, що демонструють жінок, які роздягаються. Брати Пате задовольняли попит по всій Європі. В Австрії Йохан Шварцер (Johann Schwarzer) з 1906 по 1911 випустив 52 еротичних фільми з повністю оголеними місцевими молодими жінками, щоб забезпечити місцеву альтернативу французької продукції.
Виконавці у цих ранніх постановках, як правило, не вказувалися в титрах або використовували псевдоніми, щоб уникнути юридичних санкцій та соціального засудження. Використання псевдонімів було нормою у галузі. Використання псевдонімів залишається традицією у галузі, і актори можуть виступати під кількома іменами залежно від жанру фільму, або змінюють псевдонім, коли попередній перестає бути візитною карткою. Мабуть, першою порнозіркою, що стала називним ім'ям, була Лінда Лавлейс (псевдонім Лінди Сьюзан Борман) з Нью-Йорка, яка зіграла головну роль у фільмі 1972 року «Глибока глотка». Кейсі Донован (Casey Donovan) знявся в першому популярному порнохіті «Хлопці в піску» в 1971 році, майже за рік до «Глибокої глотки». Успіх «Глибокої глотки», який зібрав мільйони доларів по всьому світу, сприяв зростанню кількості таких зірок та виробленню подібних фільмів. Прикладами можуть бути Мерілін Чемберс («За зеленими дверима»), Глорія Леонард («Відкриття Місті Бетховен»), Джорджіна Спелвін («Диявол у міс Джонс») та Бембі Вудс («Деббі підкорює Даллас»).
1970-ті роки отримали назву «порношику», або «золотого століття порнографії», часу, коли порнофільми демонструвалися у громадських кінотеатрах і приймалися (чи, по крайнього заходу, допускалися) до громадськості. Це «золоте століття» тривало з початку 1970-х до кінця 1970-х або початку 1980-х років. Секс-фільми цієї епохи мали певні сюжетні лінії, фабулу та рекламні бюджети. Виконавці стали знаменитостями. Серед таких виконавців: Пітер Берлін, Джон Холмс, Джинджер Лінн Аллен, Порше Лінн, Дезрі Кусто, Джульєт Андерсон («тетя Пег»), Ліза Де Ліу, Вероніка Харт, Ніна Хартлі, Гаррі Рімс, Сека, Аннет Хейвен та Ембер Лінн.
У Європі багато порноакторок та акторів родом із Росії, Румунії, Чехії, Словаччини та Угорщини. У Франції були популярні такі виконавиці, як Бріджіт Ляе, Клара Морган, Селін Тран (Кацуні) та Ясмін Лафіт. В Італії на початку 1980-х років здобула популярність шведка Марина Лотар, а також Моана Поцці, Ілона Шталлер (Чіччоліна) та Ліллі Караті.
Багато представників «нового покоління» порнозірок (2010-і роки) виступають під справжніми іменами (наприклад, Ромі Рейн).
Американську порноакторку Дженну Джеймсон називають «Королевою порно» і описують як найвідомішого порнографічного виконавця у світі.

## Виконавці

### Жінки
Більшість порнофільмів націлена на гетеросексуальну чоловічу аудиторію, тому основний фокус уваги і більшість екранного часу в них приділяється жінкам. Порнофільми прагнуть уявити еротичні фантазії, і акторок підбирають, виходячи з їх здібностей виконувати чи відповідати цій фантазії. Часто такою фантазією можуть бути фізичні особливості та зовнішність акторки, такі як фігура, розмір грудей, зачіска та колір волосся, етнос, а також її бажання та майстерність у виконанні тих чи інших сексуальних дій. Як правило, акторці потрібно демонструвати позитивне ставлення до сексуальних дій на екрані, при цьому всі сексуальні дії подаються як приємні та радісні. Акторки, як правило, представлені як завжди доступні та готові брати участь у будь-яких сексуальних діях, яких бажає їхній екранний партнер як представник глядача.
Поява жінок на екрані має велике значення. Зазвичай їм 20-30 років. У промисловості перевагу надається акторкам з великими грудьми, і деякі кіностудії рекомендують своїм акторкам робити грудні імплантати і пропонують оплатити процедуру.
За словами актора Джонатана Моргана, який став режисером: «Дівчат можна поділити на A, B і C. A — це навшпиньки з обкладинки. Має силу. Тому вона запізниться чи взагалі не з'явиться. 99,9% їх роблять це». Менш затребувані акторки частіше погоджуються на екстремальніші дії, такі як «подвійний анал», щоб отримати роботу. За словами Моргана, «деякі дівчата зношуються за дев'ять місяців чи рік. 18-річна мила дівчина, підписавши контракт із агентством, знімається у п'яти фільмах за перший тиждень. П'ять режисерів, п'ять акторів, п'ять разів по п'ять: їй дзвонять. Сотні фільмів за чотири місяці. Вона вже не виглядає свіжою. Її ціна падає, і їй перестають дзвонити. Тоді вже: „Окей, ти робитимеш анал? Ти робитимеш ґенг-бенг?“. Тоді вони використані. Їм навіть не дзвонять. Ринкові сили цієї промисловості використовували їх».
Деякі виконавиці незадоволені, зазначаючи, що «задоволення виконавця не має першорядного значення» і що «секс у порно — не те саме, що приватний секс» (Вайолет Блу). Крім того, існує й протилежна думка: виробництво порно не обов'язково аморальне чи принизливе. За словами Лінн Комелли (Lynn Comella), професора жіночих досліджень у Невадському університеті в Лас-Вегасі, піднесення принизливих практик як показник всієї порноіндустрії «схоже на міркування про Голлівуд, маючи на увазі тільки спагетті-вестерни».

### Чоловіки
Хоча основний фокус уваги гетеросексуальних секс-фільмів — жінки, переважно відібрані для виступів на екрані, певну увагу приділяють і чоловікам-виконавцям, які здатні виконувати бажання чоловічої аудиторії як їхні представники на екрані. Більшість чоловіків у гетеросексуальному порно, як правило, відбираються менше за зовнішністю, ніж за майстерністю в сексі, а саме за здатністю робити три речі: досягати ерекції, перебуваючи на жвавому знімальному майданчику, що іноді чинить тиск, підтримувати цю ерекцію під час виступу на камеру, а потім еякулювати за сигналом. У минулому нездатність актора підтримувати ерекцію або передчасна еякуляція могла послужити тією різницею, яка відокремлює прибутковий фільм від збиткового. Якщо актор втрачав ерекцію, зйомки змушені були зупинитися. Ця проблема була вирішена за допомогою Віагри, проте препарат має кілька мінусів: через нього обличчя актора може помітно почервоніти, викликати головний біль, ускладнити еякуляцію, і для настання ефекту може знадобитися близько 45 хвилин. За словами режисера Джона Стальяно, використання Віагри означає, що "Ви також втрачаєте характер. Чоловік займається сексом без допомоги ззовні».
Рон Джеремі, Джон Голмс та Рокко Сіффреді вважаються AVN найкращими виконавцями всіх часів. Крім своєї популярності, Рон Джеремі був основним персонажем в індустрії з 1970-х і став чимось подібним до культурного символу. Кену Сімідзу (Ken Shimizu) приписують секс з понад 8000 жінок під час створення 7500 фільмів.

## Доходи
Більшість чоловіків-виконавців у гетеросексуальному порно отримуть менше, ніж їхні колеги-жінки. У гомосексуальному порно чоловіки заробляють набагато більше, ніж у гетеросексуальному. Чоловіки, які не ідентифікують себе як геї, але знімаються у гей-порнографії, в англомовних країнах називаються gay-for-pay («гей за плату»). Це означає, що вони грають у гей-фільмах лише за гроші.

### За сценами
Гонорар виконавців залежить від виконаних статевих актів; однак, за одну сцену акторки зазвичай одержують від 100 до 6000 доларів, тоді як актори — від 100 до 400. У 2017 році Independent повідомила, що виконавиці у сценах із чоловіками зазвичай заробляють близько 1000 доларів, порівняно з 700-800 доларів у сценах з іншими жінками. Видання також стверджує, що ставки оплати можуть змінюватись залежно від різних факторів. Daily Beast стверджувала у 2019 році, що акторки можуть заробляти від 300 до 2500 доларів за сцену, залежно від рівня досвіду та виконуваних дій. Найбільш високооплачувані виконавиці можуть заробляти близько 1200 доларів за сцену. 2009 року газета Los Angeles Times повідомила, що ставки оплати акторки, що знімається в гетеросексуальних сценах, становили від 700 до 1000 доларів. За даними порносайту Videobox за 2008 рік, акторки знімаються за такі гонорари: оральний секс — 200-400 доларів; класичний секс — 400-1200 $; анальний секс — 900-1500 $; подвійне проникнення — 1200-1600 $; подвійне анальне проникнення — 2000 $. За незвичайні фетиші жінки, зазвичай, отримують на 15 % більше. Рон Джеремі зазначив, що у 2008 році «середньостатистичний хлопець отримує від 300 до 400 доларів за сцену, або від 100 до 200 доларів, якщо він новачок». За словами продюсера Сеймора Баттса, який керує агентством з підбору кадрів для секс-фільмів і займається виробництвом подібних відео, у 2007 році «виконавці, які знімаються як у гетеро-, так і лесбійському порно, заробляють більше, ніж ті, хто виступає лише у гетеросексуальному, що зазвичай становить близько 200-800 доларів, ті, хто займається лише оральним сексом, зазвичай заробляють близько 100-300 доларів за сцену». В інтерв'ю 2004 року, проведеному Local10 news of Florida, стверджувалося, що людям пропонували 700 доларів за статевий акт під час зйомок сцени популярного серіалу Bang Bus. 2001 року акторка Хлоя сказала про ставки оплати: «У гонзо вам платять не за картину, а за сцену. Так, якщо це дівчина — 700 доларів, плюс 100 доларів за анальну іграшку. Хлопець-дівчина — 900 доларів. Анал — 1100 доларів. Соло —500 доларів. Подвійне проникнення - 1500 доларів».

### Заробіток
Заробітки порноакторок зазвичай становлять від 60 000 до 400 000 доларів, акторів — 40 000 доларів на рік. У 2017 році Independent повідомила, що заробітки "топових" виконавців становили близько 300 000-400 000 доларів на рік. У 2011 році менеджер Капрі Андерсон заявив: «Контрактна виконавиця зніматиметься тільки для однієї компанії, вона не зніматиметься для когось ще. Більшість акторок в індустрії для дорослих вільні — вони будуть зніматися для будь-кого. Більшість контрактних дівчат заробляє 60 000 доларів на рік. За рік контрактна виконавиця загалом знімається у чотирьох фільмах, і кожен фільм йде близько двох-трьох тижнів». Рон Джеремі прокоментував доходи виконавців, заявивши у 2008 році, що «жінка заробляє від 100 000 до 250 000 доларів на кінець року» та у 2003 році, що «дівчата можуть легко заробляти 100-250 тисяч на рік, плюс такі речі на боці, як стриптиз-шоу та виступи. Середній чоловік заробляє 40 000 доларів на рік».

### Інші доходи
Крім зйомок у фільмах, порнозірки часто заробляють на рекламі, виступах та іміджі. Наприклад, у 2010 році деякі нічні клуби платили порноакторкам та «подружкам плейбою», щоб вони виступили для широкої аудиторії; Los Angeles Times повідомила, що Джессі Джейн платили від 5000 до 10 000 доларів за один виступ у Чиказькому клубі.
Деякі виконавці також займаються ескортом та проституцією. Інші поєднують зйомки у порнофільмах з кінематографічними професіями: режисер, сценарист тощо. Накопичивши досвід у бізнесі та заробивши стартовий капітал, успішні виконавці можуть відкрити свій бізнес; часто це власна порностудія. Деякі виконавці випускають лінію «секс-іграшок», самостійно чи співпрацючи із відомими виробниками (Doc Johnson).

## Автобіографії порнозірок
- Truth Behind the Fantasy of Porn: The Greatest Illusion on Earth, Shelley Lubben, 2010 (ISBN 978-1-4538-6007-6) (англ.)
- Sinner Takes All: A Memoir of Love and Porn, Tera Patrick, 2009 (ISBN 1-59240-522-3) (англ.)
- Candy Barr AKA Juanita Dale Slusher, Candy Barr, 2009 (ISBN 97809818220) (англ.)
- The Devil Made Me Do It, Georgina Spelvin, 2008 (ISBN 0-615-19907-0) (англ.)
- Per amore e per forza, Ilona Staller, 2007 (італ.)
- The Hardest (Working) Man in Showbiz, Ron Jeremy, 2006 (ISBN 0-06-084083-8) (англ.)
- Porno — Ein Star packt aus, Kelly Trump, 2005 (нім.)
- Secretos de una pornostar, Celia Blanco, 2005 (ісп.)
- How to Make Love Like a Porn Star: A Cautionary Tale, Jenna Jameson, 2005 (англ.)
- J’assume, Nina Roberts, 2005 (ISBN 2-35012-020-1) (фр.)
- Sex Star, Clara Morgane, 2003 (фр.)
- Traci Lords: Underneath It All, Traci Lords, 2003 (англ.)
- Raw Talent, Jerry Butler, 1990 (ISBN 0-87975-625-X) (англ.)
- Hard, Raphaëla Anderson, 2001 (ISBN 2-253-15449-0) (фр.)
- Lights, Camera, SEX!, Christy Canyon, 2005 (ISBN 0-9727470-0-1) (англ.)
- Penetrating Insights, Peter North, 1994 (ISBN 1-885591-22-5) (англ.)
- The Secret Lives of Hyapatia Lee, Hyapatia Lee, 2000 (ISBN 1-58721-906-9) (англ.)